# Saltos ornamentais no Campeonato Mundial de Esportes Aquáticos de 2022 - Trampolim 1 m individual masculino
A prova do trampolim 1 m individual masculino dos saltos ornamentais no Campeonato Mundial de Esportes Aquáticos de 2022 foi realizada no dia 30 de junho, em Budapeste, na Hungria. 

## Calendário
Horário local (UTC+2).
| Fase              | Data        | Hora  |
| ----------------- | ----------- | ----- |
| Rodada preliminar | 30 de junho | 12:00 |
| Final             | 30 de junho | 19:00 |

## Medalhistas
| Ouro                | Prata              | Bronze          |
| Wang Zongyuan (CHN) | Jack Laugher (GBR) | Li Shixin (AUS) |

## Resultados
| Pos.              | Saltador                | Nacionalidade        | Preliminar | Preliminar | Final         | Final         |
| Pos.              | Saltador                | Nacionalidade        | Pontos     | Pos.       | Pontos        | Pos.          |
| ----------------- | ----------------------- | -------------------- | ---------- | ---------- | ------------- | ------------- |
| Medalha de ouro   | Wang Zongyuan           | China                | 380.95     | 2          | 493.30        | 1             |
| Medalha de prata  | Jack Laugher            | Reino Unido          | 363.70     | 9          | 426.95        | 2             |
| Medalha de bronze | Li Shixin               | Austrália            | 364.95     | 7          | 395.40        | 3             |
| 4                 | Jules Bouyer            | França               | 364.50     | 8          | 381.30        | 4             |
| 5                 | Sebastián Morales       | Colômbia             | 358.10     | 12         | 374.90        | 5             |
| 6                 | Jordan Rzepka           | Estados Unidos       | 365.80     | 6          | 372.05        | 6             |
| 7                 | Yona Knight-Wisdom      | Jamaica              | 359.10     | 11         | 370.90        | 7             |
| 8                 | Zheng Jiuyuan           | China                | 375.75     | 3          | 365.55        | 8             |
| 9                 | Jonathan Ruvalcaba      | República Dominicana | 359.35     | 10         | 346.15        | 9             |
| 10                | Giovanni Tocci          | Itália               | 396.15     | 1          | 326.75        | 10            |
| 11                | Rikuto Tamai            | Japão                | 366.70     | 5          | 326.60        | 11            |
| 12                | Tyler Downs             | Estados Unidos       | 367.40     | 4          | 293.10        | 12            |
| 13                | Jonathan Suckow         | Suíça                | 355.35     | 13         | Não avançaram | Não avançaram |
| 14                | Alexis Jandard          | França               | 352.05     | 14         | Não avançaram | Não avançaram |
| 15                | Lorenzo Marsaglia       | Itália               | 350.60     | 15         | Não avançaram | Não avançaram |
| 16                | Guillaume Dutoit        | Suíça                | 342.00     | 16         | Não avançaram | Não avançaram |
| 17                | Kevin Muñoz             | México               | 341.40     | 17         | Não avançaram | Não avançaram |
| 18                | Jordan Houlden          | Reino Unido          | 340.95     | 18         | Não avançaram | Não avançaram |
| 19                | Yi Jaeg-yeong           | Coreia do Sul        | 333.30     | 19         | Não avançaram | Não avançaram |
| 20                | Timo Barthel            | Alemanha             | 329.15     | 20         | Não avançaram | Não avançaram |
| 21                | Lars Rüdiger            | Alemanha             | 327.85     | 21         | Não avançaram | Não avançaram |
| 22                | Liam Stone              | Nova Zelândia        | 326.35     | 22         | Não avançaram | Não avançaram |
| 23                | David Ekdahl            | Suécia               | 323.60     | 23         | Não avançaram | Não avançaram |
| 24                | Andrzej Rzeszutek       | Polónia              | 322.90     | 24         | Não avançaram | Não avançaram |
| 25                | Frandiel Gómez          | República Dominicana | 322.10     | 25         | Não avançaram | Não avançaram |
| 26                | Carlos Escalona         | Cuba                 | 319.90     | 26         | Não avançaram | Não avançaram |
| 27                | Yolotl Martínez         | México               | 315.85     | 27         | Não avançaram | Não avançaram |
| 28                | Dariush Lotfi           | Áustria              | 315.40     | 28         | Não avançaram | Não avançaram |
| 29                | Mohamed Farouk          | Egito                | 314.95     | 29         | Não avançaram | Não avançaram |
| 30                | Stanislav Oliferchyk    | Ucrânia              | 312.80     | 30         | Não avançaram | Não avançaram |
| 31                | Alberto Arévalo         | Espanha              | 311.35     | 31         | Não avançaram | Não avançaram |
| 32                | Theofilos Afthinos      | Grécia               | 308.45     | 32         | Não avançaram | Não avançaram |
| 33                | Johan Morell            | Cuba                 | 300.70     | 33         | Não avançaram | Não avançaram |
| 34                | Alejandro Arias         | Colômbia             | 296.10     | 34         | Não avançaram | Não avançaram |
| 35                | Rafael Fogaça           | Brasil               | 288.65     | 35         | Não avançaram | Não avançaram |
| 36                | Donato Neglia           | Chile                | 280.45     | 36         | Não avançaram | Não avançaram |
| 37                | Oleh Kolodiy            | Ucrânia              | 277.65     | 37         | Não avançaram | Não avançaram |
| 38                | Adrián Abadía           | Espanha              | 277.50     | 38         | Não avançaram | Não avançaram |
| 39                | Juho Junttila           | Finlândia            | 273.90     | 39         | Não avançaram | Não avançaram |
| 40                | Tornike Onikashvili     | Geórgia              | 259.90     | 40         | Não avançaram | Não avançaram |
| 41                | Sebastian Konecki       | Lituânia             | 257.50     | 41         | Não avançaram | Não avançaram |
| 42                | Abdulrahman Abbas       | Kuwait               | 254.50     | 42         | Não avançaram | Não avançaram |
| 43                | Nikolaj Schaller        | Áustria              | 253.00     | 43         | Não avançaram | Não avançaram |
| 44                | Hasan Qali              | Kuwait               | 249.05     | 44         | Não avançaram | Não avançaram |
| 45                | Athanasios Tsirikos     | Grécia               | 247.05     | 45         | Não avançaram | Não avançaram |
| 46                | Gabriel Daim            | Malásia              | 232.55     | 46         | Não avançaram | Não avançaram |
| 47                | Irakli Sakandelidze     | Geórgia              | 230.20     | 47         | Não avançaram | Não avançaram |
| 48                | Chawanwat Juntaphadawon | Tailândia            | 228.50     | 48         | Não avançaram | Não avançaram |